# ロドニー・クラーク
ロドニー・クラーク（英語: Rodney Clarke、1966年 - ）は、オーストラリア出身の男性フィギュアスケート選手（アイスダンス）。パートナーはモニカ・マクドナルド。1988年カルガリーオリンピックオーストラリア代表。

## 主な戦績
| 大会/年              | 85-86 | 86-87 | 87-88 | 88-89 |
| -------------------- | ----- | ----- | ----- | ----- |
| オリンピック         |       |       | 20    |       |
| 世界選手権           | 19    | 19    | 22    |       |
| オーストラリア選手権 | 1     | 1     | 1     | 1     |